# Bias (genre)
Pour les articles homonymes, voir Bias.
Genre
Bias est un genre monotypique de passereaux de la famille des Vangidae. Il comprend une seule espèce de bias.

## Répartition
Ce genre se trouve à l'état naturel en Afrique tropicale et équatoriale.

## Liste des espèces
Selon la classification de référence du Congrès ornithologique international (version 8.2, 2018) :
- Bias musicus (Vieillot, 1818) — Bias musicien, Bias noir et blanc, Gobemouche chanteur
  - Bias musicus musicus (Vieillot, 1818)
  - Bias musicus changamwensis van Someren, 1919
  - Bias musicus clarens Clancey, 1966

## Taxonomie
Ce genre appartenait auparavant à la famille des Platysteiridae. En 2018, le congrès ornithologique international a décidé de le rattacher à la famille des Vangidae.